# Tephrosia dura
Tephrosia dura är en ärtväxtart som beskrevs av John Gilbert Baker. Tephrosia dura ingår i släktet Tephrosia och familjen ärtväxter. IUCN kategoriserar arten globalt som livskraftig. Inga underarter finns listade i Catalogue of Life.